# I Wake Up Screaming
I Wake Up Screaming (br Quem Matou Vicki?), primeiramente chamado de Hot Spot, é um filme  noir estadunidense de 1941, dirigido por H. Bruce Humberstone para a 20th Century Fox. O roteiro é baseado no romance pulp  homônimo de Steve Fisher, que o co-escreveu com Dwight Taylor. Betty Grable protagoniza o filme e aparece em um de seus primeiros papeis dramáticos. Houve uma refilmagem em 1953 com o título de Vicki. O título alternativo Hot Spot apareceu em anúncios da imprensa de 16 de outubro de 1941.

## Sinopse
O agente publicitário Frankie Christopher é o principal suspeito do assassinato da modelo Vicky Lynn. Ele conta os fatos aos policiais, mostrados em flashback, mas o sinistro e corpulento detetive  Ed Cornell que tem fama de nunca se enganar em suas acusações, não acredita nele e o persegue e lhe diz já possuir provas incriminadoras. Enquanto isso, outros suspeitos são ouvidos e contam as suas versões da história: o ator em decadência Robin Ray e o colunista social Larry Evans, ambos amigos de Frankie, além de Jill, a irmã de Vicky.

## Produção
O filme foi inicialmente lançado com o título de "Hot Spot", mas os executivos da Twentieth Century-Fox estavam incertos, e em novembro de 1941, em Milwaukee, o estúdio realizou uma exibição-teste já sob o título original "I Wake Up Screaming", a julgar a reação de bilheteria. O bom desempenho fez com que o título original de Steve Fisher fosse mantido. O produtor executivo Darryl Zanuck, ainda considerou mudar o nome do filme para "It Can't Happen to Me".
Jean Renoir (teria sido o seu primeiro filme nos Estados Unidos) e Rouben Mamoulian foram inicialmente considerados para dirigir o filme, e George Raft foi considerado para o papel de "Frankie Christopher". Em 27 de maio de 1941, o The Hollywood Reporter noticiou que Rouben Mamoulian também pensou em dirigir o longa-metragem. As músicas Cena da rua, Over the Rainbow e Tema Cornell são apenas instrumental, e são usados como a música tema para os personagens "Frankie Christopher", "Jill Lynn" e "Ed Cornell", respectivamente. O romance de Steve Fisher foi filmado novamente pela Twentieth Century-Fox em 1953 sob o título de Vicki. Esse filme foi dirigido por Harry Horner e estrelou Jeanne Crain, Jean Peters, Elliott Reid e Richard Boone.

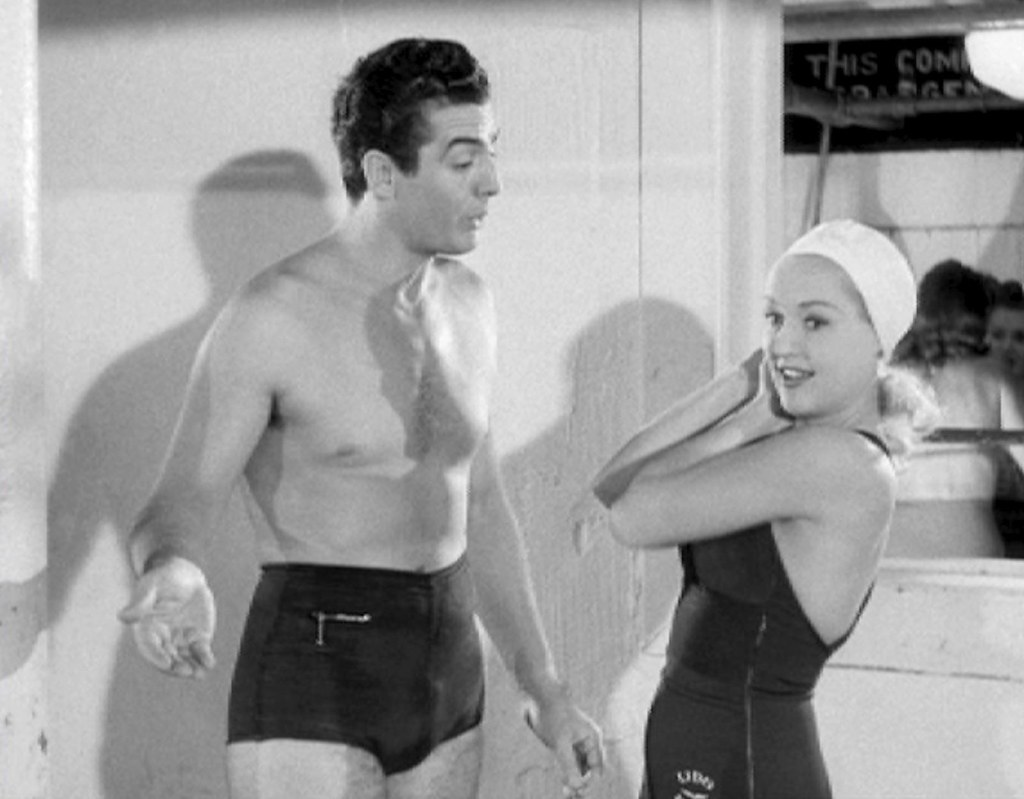
Betty Grable e Victor Mature.

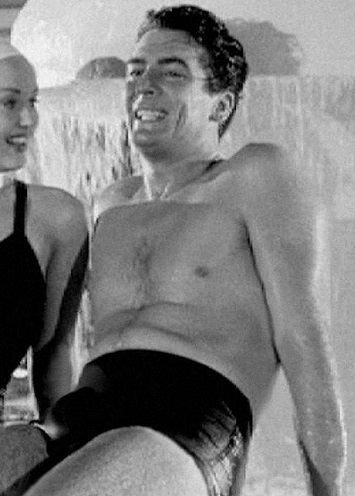
Victor Mature em uma cena do filme, alguns criticos não gostaram da cena da piscina e o Códio Hays censurou a mesma cena pelo fato de Victor possuir um volume na sunga.

## Elenco
- Betty Grable...Jill Lynn
- Victor Mature...Frankie Christopher
- Carole Landis...Vicky Lynn
- Laird Cregar...Ed Cornell
- Alan Mowbray...Robin Ray
- Allyn Joslyn...Larry Evans
- Elisha Cook, Jr....Harry Williams
- Chick Chandler...Repórter
- Cyril Ring...Repórter
- Morris Ankrum...Assistente do promotor
- Charles Lane...florista
- Frank Orth...coveiro
- Gregory Gaye...garçonete
- May Beatty...Madame Handel

## Trilha sonora
- São ouvidas as canções "Over the Rainbow" e a tema do filme de 1931 chamado Street Scene, composta por Alfred Newman.[7]